# Premier traité grammatical

Le Premier traité grammatical, (en islandais : Fyrsta málfræðiritgerðin) (PTG) est un traité de grammaire du vieux norrois écrit au milieu du XIIe siècle par un auteur inconnu appelé le « premier grammairien ». Le Traité est conservé par sa présence dans le Codex Wormianus (ou CW, ou AM 242 fol.).
Ce traité très court (trois feuilles et demi sur les 63 constituant le Codex) est divisé en 4 parties : introduction, voyelles, consonnes, conclusion). Dans son introduction, l'auteur justifie l'importance d'établir un alphabet islandais en suivant l'exemple des anglais.